# Синешапочный органист
Синешапочный органист (лат. Chlorophonia occipitalis) — вид птиц из семейства вьюрковых. Птицы обитают на плантациях, в субтропических и тропических низменных влажных лесах, на высоте 500—2500 метров над уровнем моря, в восточной Мексике (Веракрус) южнее до северного Никарагуа. Длина тела 13 см, масса около 26 грамм.